# (10175) Aenona
(10175) Aenona (1996 CR1) – planetoida z pasa głównego asteroid okrążająca Słońce w ciągu 3,42 lat w średniej odległości 2,27 j.a. Odkryta 14 lutego 1996 roku.